# تک‌پر گونه‌گون
تک‌پر گونه‌گون (نام علمی: Myadestes coloratus) گونه‌ای از پرندگان تیرهٔ توکایان (Turdidae) است که در کلمبیا و پاناما یافت می‌شود. زیستگاه طبیعی آن جنگل‌های کوهستانی نمناک نیمه‌گرمسیری یا گرمسیری است.